# Heilongjiang
Le Heilongjiang (chinois : 黑龙江 ; pinyin : hēilóngjiāng ; litt. « Rivière du dragon noir », mandchou :  Sahaliyan ula, littéralement : « Rivière noire », désignant tous deux le fleuve Amour (appellation russe du fleuve frontalier)) est une province au nord-est de la Chine, à la frontière russe. Son abréviation est Hei (黑, hēi). Son chef lieu est Harbin (哈尔滨), la ville la plus peuplée de la province.

## Étymologie
La province tire son nom du fleuve Amour, dont le nom mandarin est Heilongjiang, qui est une traduction littérale et dans le même ordre de mots de "fleuve dragon noir". Hei vient de qara/hara/har, un mot apparenté à une langue altaïque signifiant « noir ». Long vient du mot mandarin pour "dragon". Et enfin Jiang signifie "rivière" en mandarin.

## Histoire

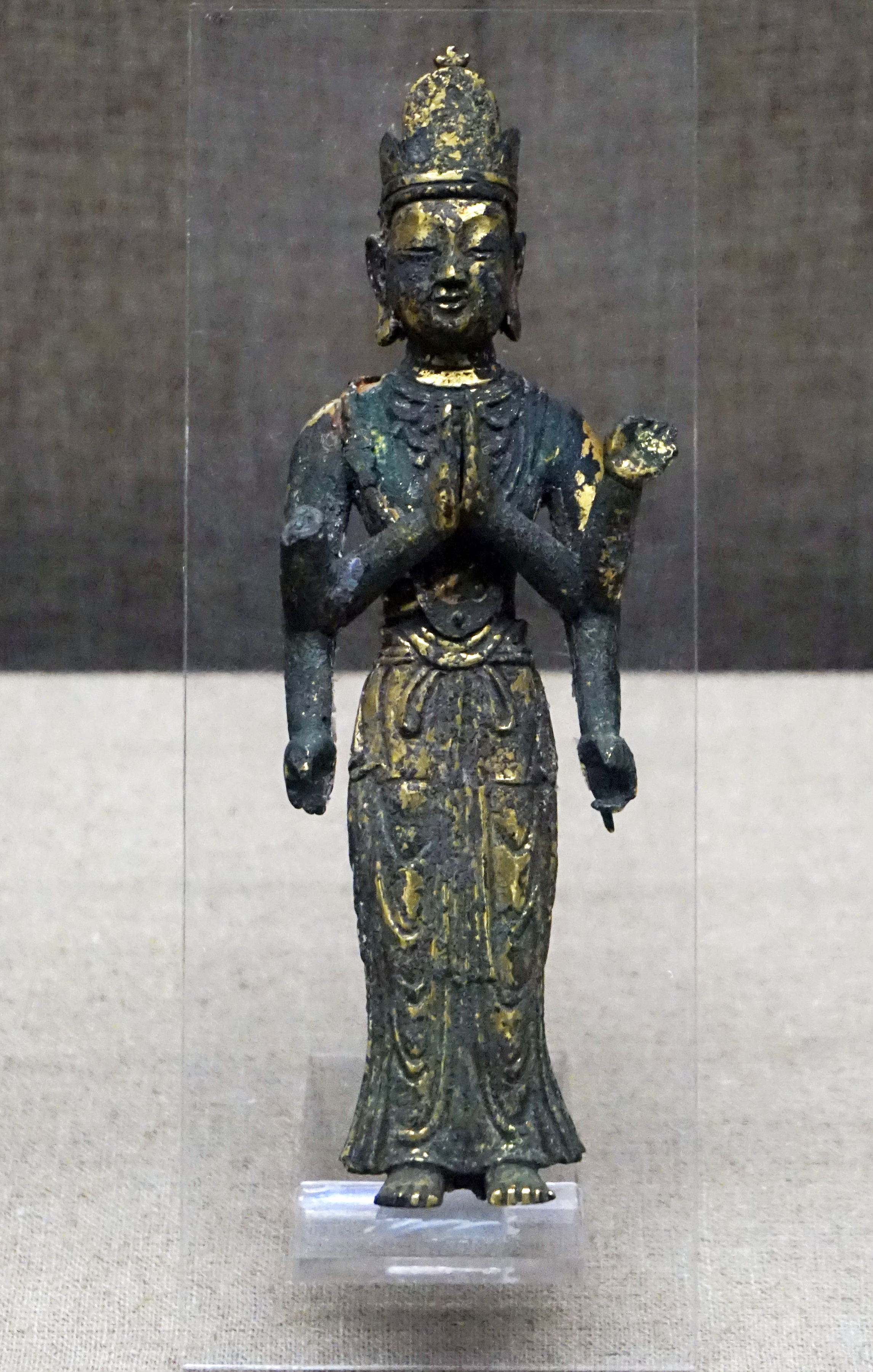
Bouddha à six mains en bronze doré de la collection du Musée provincial du Heilongjiang.
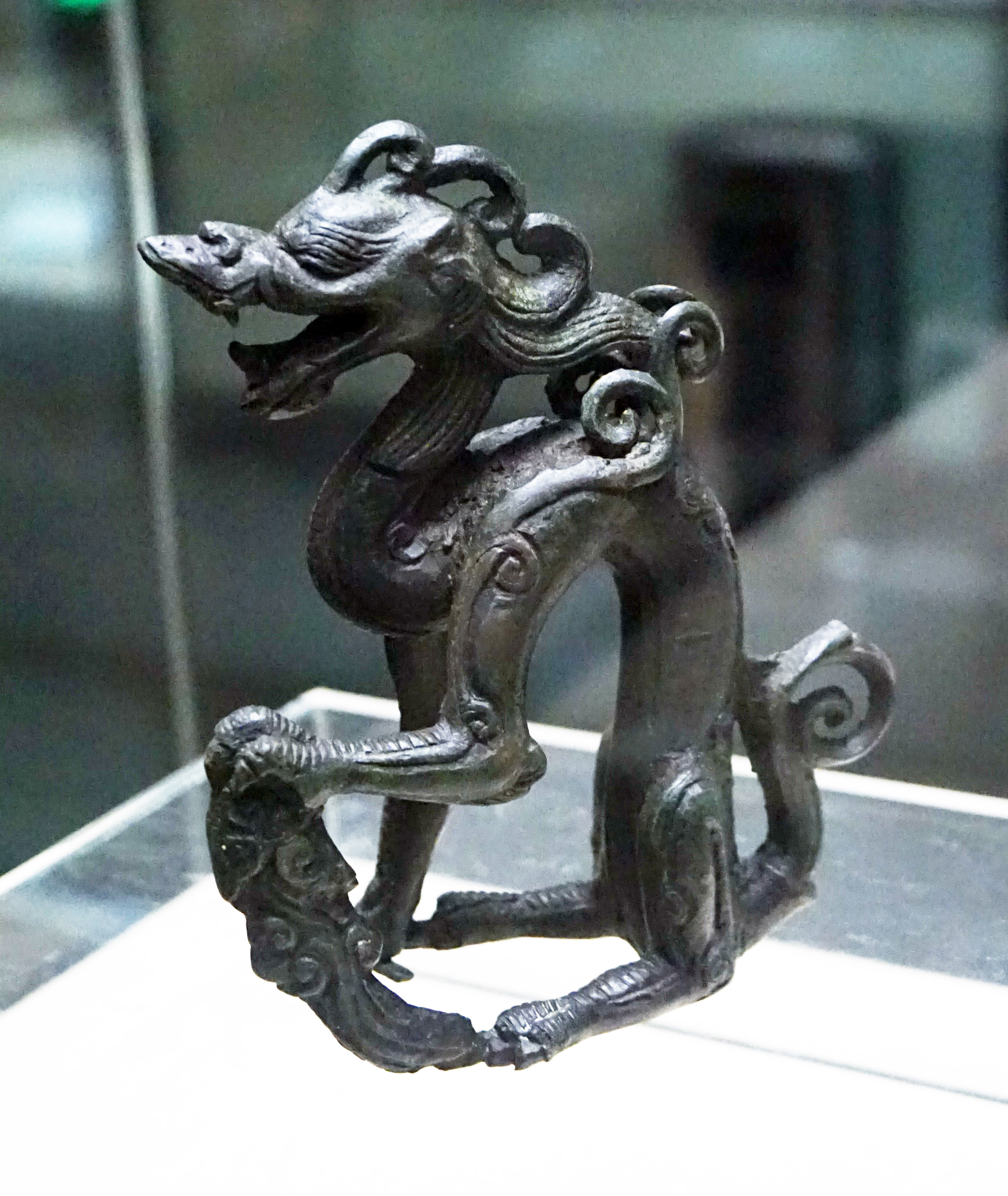
Dragon en bronze provenant du site de Huiningfu dans le district d'Acheng, de la collection du musée provincial du Heilongjiang.

Les anciens documents chinois et d'autres sources indiquent que le Heilongjiang était habité par des peuples tels que les Sushen, les Puyŏ, les Mohe et les Khitan. Le peuple mongol Donghu vivait en Mongolie-intérieure et dans la partie occidentale du Heilongjiang. Certains noms sont mandchous ou mongols. La partie orientale du Heilongjiang a été gouvernée par le royaume Bohai entre le VIIe et le Xe siècle, suivi par la dynastie khitan Liao. La dynastie Jurchen Jin (1115-1234), qui a ensuite régné sur une grande partie de la Chine du Nord, est née à l'intérieur des frontières de l'actuel Heilongjiang.

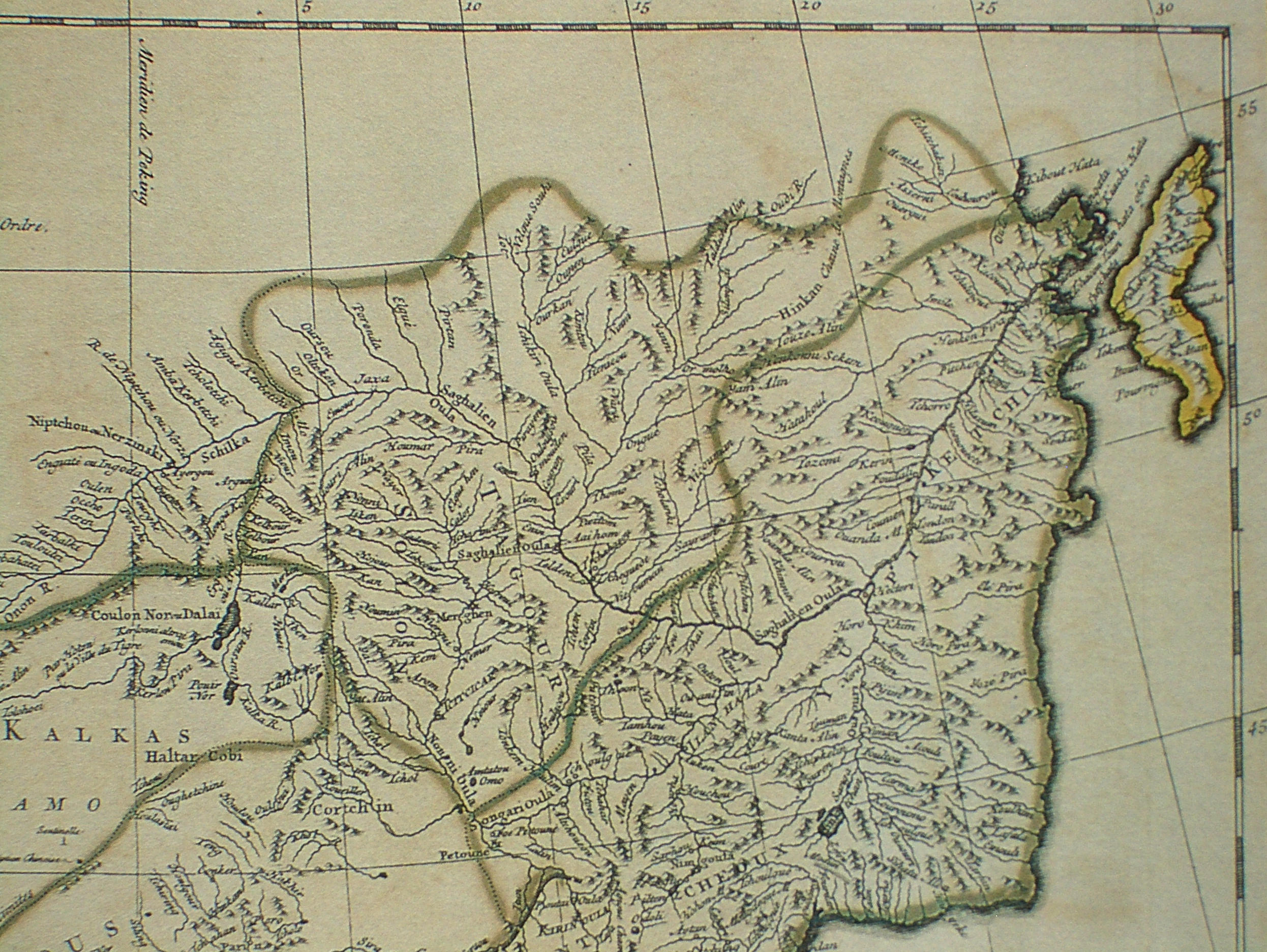
Provinces du Heilongjiang et du Jilin sur une carte française de 1734

Le Heilongjiang en tant qu'entité administrative a été créé en 1683, sous l'ère Kangxi de la dynastie mandchoue Qing, à partir de la partie nord-ouest de la province de Jilin. Cette province du Heilongjiang ne comprenait que la partie occidentale de l'actuelle province du Heilongjiang, et était placée sous la supervision du général du Heilongjiang (Sahaliyan Ula i Jiyanggiyūn) (le titre est également traduit par le gouverneur militaire du Heilongjiang ; jiyanggiyūn est la lecture mandchoue du mot chinois 將軍 jiāngjūn ; "chef militaire, général" et est apparenté au japonais shōgun), dont le pouvoir s'étendait, selon le traité de Nertchinsk, jusqu'aux monts Stanovoï au nord. La partie orientale de l'actuel Heilongjiang reste sous la supervision du général de Jilin (Girin i Jiyanggiyūn), dont le pouvoir s'étend jusqu'à la mer du Japon. Ces régions situées au cœur de la Mandchourie étaient interdites à la migration des Chinois Han.

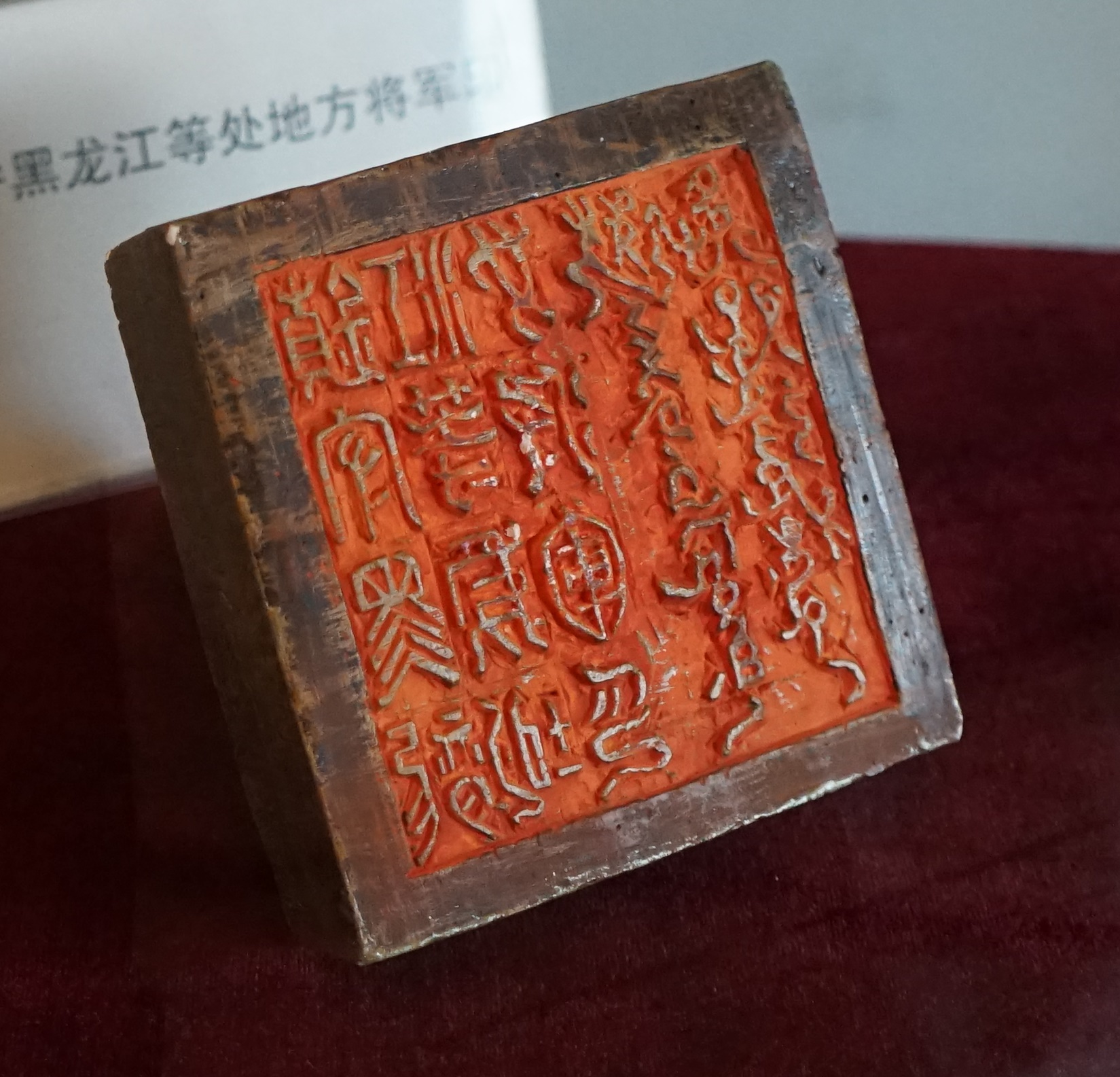
Sceau de la Garde générale du Heilongjiang à la Maison générale du Heilongjiang

Le siège initial du gouverneur militaire du Heilongjiang, établi en 1683, se trouvait dans la ville de Heilongjiang (également connue sous le nom d'Aigun ou Heihe, ou, en mandchou, Saghalien Ula), située sur le fleuve Amour. Cependant, dès 1690, le siège du gouverneur a été transféré à Nenjiang (Mergen), sur le fleuve Nen, et, en 1699, plus au sud, à Qiqihar. Selon les historiens modernes, ces déplacements pourraient avoir été motivés par des considérations d'approvisionnement : Nenjiang et Qiqihar sont reliés par une voie navigable pratique (le fleuve Nen) à la Mandchourie du Sud, alors que pour accéder à Aigun (Heihe), il faudrait soit descendre le fleuve Sungari jusqu'à son confluent avec l'Amour, puis remonter l'Amour jusqu'à Heihe, soit utiliser un portage sur les Petites Montagnes Xing'an entre la vallée du fleuve Nen et la vallée de l'Amour. Un autre avantage de Qiqihar était peut-être sa situation au carrefour d'une route vers le nord (vers Nenjiang) et d'une route vers l'ouest (vers la Mongolie), ce qui permettait à sa garnison de se défendre à la fois contre les Russes et contre les Mongols de l'Ölöt.
La présence militaire des Qing est faible au nord d'Aigun. Selon les sources européennes du XVIIIe et du début du XXe siècle et les rapports des Russes dans les années 1850, le poste de "garde avancée" Qing le plus éloigné se trouvait à Ulusu-Modon (Ulussu-Mudan) (chinois : 乌鲁苏穆丹 Wūlǔsūmùdān), près du célèbre méandre en forme de S de l'Amour. (Le poste se trouvait sur la rive gauche (nord) du fleuve, perdue par les Russes en 1860).
En 1858 et 1860, le gouvernement Qing a été contraint de céder à l'Empire russe toutes les terres situées au-delà des fleuves Amour et Oussouri, coupant ainsi l'Empire Qing de la mer du Japon et donnant au Heilongjiang ses frontières septentrionales et orientales actuelles. Dans le même temps, le gouvernement Qing a ouvert la Mandchourie à la migration des Chinois Han. Au début du XXe siècle, grâce au Chuang Guandong (période où de nombreux chinois Han principalement des provinces du Shandong et de Zhili vont migrer vers le Heilongjiang) les Chinois Han sont devenus le groupe ethnique dominant de la région.
En 1931, les forces japonaises envahissent le Heilongjiang. En 1932, les Japonais achèvent la conquête de la province, qui devient partie intégrante de l'État fantoche japonais du Mandchoukouo.
En 1945, les forces japonaises en Mandchourie ont été vaincues par l'armée soviétique. Pendant la guerre civile chinoise, les forces soviétiques ont aidé les communistes chinois. Le Heilongjiang est devenu la première province à être entièrement contrôlée par les communistes et Harbin la première grande ville à être contrôlée par eux.
Au début du régime communiste, le Heilongjiang ne comprenait que la partie occidentale de la province actuelle et sa capitale était Qiqihar. Le reste constituait la province de Songjiang, dont la capitale était Harbin. En 1954, ces deux provinces ont été fusionnées pour former l'actuelle province du Heilongjiang. Pendant la révolution culturelle, le Heilongjiang a également été étendu à la ligue de Hulunbuir et à d'autres régions qui faisaient auparavant partie de la Mongolie-intérieure ; depuis lors, la situation a été en grande partie inversée.

## Géographie
Le Heilongjiang se trouve au nord du Dongbei, appelé sous la dynastie Qing, la Mandchourie. Au nord, le fleuve Amour marque la frontière avec la Russie. Le Heilongjiang est frontalier au sud avec le Jilin et à l'ouest avec la Mongolie-Intérieure. La province contient le point le plus au nord de la Chine, dans le district de Mohe sur l'Amour, et son point le plus à l'est, à la confluence de l'Amour et de l'Oussouri. Le climat y est continental : le Heilongjiang est la province la plus froide de Chine. La neige est abondante sur tout le territoire durant l'hiver. Ses grandes forêts sont surtout peuplées de colonies de bûcherons.
La proximité de Vladivostok est un atout pour Suifenhe et la région, d'autant que le visa individuel n'est plus exigé depuis 2001 pour les résidents des provinces frontalières sino-russes.

### Subdivisions administratives
En 2020, la province du Heilongjiang était composée de douze villes-préfectures (设区市, shèqū shì) dépendant de villes ayant un rang administratif équivalent à celui des préfectures et une Ville sous-provinciale.
| Subdivisions administratives du Heilongjiang | Subdivisions administratives du Heilongjiang | Subdivisions administratives du Heilongjiang | Subdivisions administratives du Heilongjiang | Subdivisions administratives du Heilongjiang | Subdivisions administratives du Heilongjiang | Subdivisions administratives du Heilongjiang | Subdivisions administratives du Heilongjiang | Subdivisions administratives du Heilongjiang | Subdivisions administratives du Heilongjiang | Subdivisions administratives du Heilongjiang |
| -------------------------------------------- | -------------------------------------------- | -------------------------------------------- | -------------------------------------------- | -------------------------------------------- | -------------------------------------------- | -------------------------------------------- | -------------------------------------------- | -------------------------------------------- | -------------------------------------------- | -------------------------------------------- |
| District Xian                                |                                              |                                              |                                              |                                              |                                              |                                              |                                              |                                              |                                              |                                              |
| No                                           | Code subdivision                             | Préfecture                                   | chinois Hanyu Pinyin                         | Superficie                                   | Population en 2010                           | Siège                                        | Subdivisions                                 | Subdivisions                                 | Subdivisions                                 | Subdivisions                                 |
| No                                           | Code subdivision                             | Préfecture                                   | chinois Hanyu Pinyin                         | Superficie                                   | Population en 2010                           | Siège                                        | Districts                                    | Xians                                        | Xians autonomes                              | villes-district                              |
|                                              | 230000                                       | Province de Heilongjiang                     |                                              | 454 800 km²                                  | 38 312 224                                   | Harbin                                       | 54                                           | 45                                           | 1                                            | 21                                           |
| 1                                            | 230100                                       | Harbin                                       | 哈尔滨市 Hā'ěrbīn Shì                        | 53 524 km²                                   | 10 635 971                                   | District de Songbei                          | 9                                            | 7                                            |                                              | 2                                            |
| 8                                            | 230200                                       | Qiqihar                                      | 齐齐哈尔市 Qíqíhā'ěr Shì                     | 42 206 km²                                   | 5 367 003                                    | District de Jianhua                          | 7                                            | 8                                            |                                              | 1                                            |
| 6                                            | 230300                                       | Jixi                                         | 鸡西市 Jīxī Shì                              | 22 488 km²                                   | 1 862 161                                    | District de Jiguan                           | 6                                            | 1                                            |                                              | 2                                            |
| 3                                            | 230400                                       | Hegang                                       | 鹤岗市 Hègǎng Shì                            | 14 680 km²                                   | 1 058 665                                    | District de Xiangyang                        | 6                                            | 2                                            |                                              |                                              |
| 10                                           | 230500                                       | Shuangyashan                                 | 双鸭山市 Shuāngyāshān Shì                    | 22 036 km²                                   | 1 462 626                                    | District de Jianshan                         | 4                                            | 4                                            |                                              |                                              |
| 2                                            | 230600                                       | Daqing                                       | 大庆市 Dàqìng Shì                            | 21 222 km²                                   | 2 904 532                                    | District de Sartu                            | 5                                            | 3                                            | 1                                            |                                              |
| 12                                           | 230700                                       | Yichun                                       | 伊春市 Yīchūn Shì                            | 32 760 km²                                   | 1 148 126                                    | District d'Yimei                             | 4                                            | 5                                            |                                              | 1                                            |
| 5                                            | 230800                                       | Jiamusi                                      | 佳木斯市 Jiāmùsī Shì                         | 32 704 km²                                   | 2 552 097                                    | District de Qianjin                          | 4                                            | 3                                            |                                              | 3                                            |
| 9                                            | 230900                                       | Qitaihe                                      | 七台河市 Qītáihé Shì                         | 6 221 km²                                    | 920 419                                      | District de Taoshan                          | 3                                            | 1                                            |                                              |                                              |
| 7                                            | 231000                                       | Mudanjiang                                   | 牡丹江市 Mǔdānjiāng Shì                      | 38 680 km²                                   | 2 798 723                                    | District de Dong'an                          | 4                                            | 1                                            |                                              | 5                                            |
| 4                                            | 231100                                       | Heihe                                        | 黑河市 Hēihé Shì                             | 66 803 km²                                   | 1 673 898                                    | District d'Aihui                             | 1                                            | 2                                            |                                              | 3                                            |
| 11                                           | 231200                                       | Suihua                                       | 绥化市 Suíhuà Shì                            | 34 964 km²                                   | 5 416 439                                    | District de Beilin                           | 1                                            | 6                                            |                                              | 3                                            |
| 13                                           | 232700                                       | Préfecture de Daxing'anling                  | 大兴安岭地区 Dàxīng'ānlǐng Dìqū              | 46 755 km²                                   | 511 564                                      | Jiagedaqi (de facto); Mohe (de jure)         | 4                                            | 2                                            |                                              | 1                                            |

## Principales villes
| Agglomération | Désignation en chinois | Population de l'agglomération millions (2017) | Rang (Chine) | Superficie | Densité | Commentaire |
| ------------- | ---------------------- | --------------------------------------------- | ------------ | ---------- | ------- | ----------- |
| Harbin        |                        | 4,74                                          | 19           | 660 km²    | 7200    |             |
| Daqing        |                        | 1,625                                         | 72           | 376 km²    | 4300    |             |
| Qiqihaer      |                        | 1,325                                         |              | 194 km²    | 6800    |             |
| Mudanjiang    |                        | 0,99                                          |              | 140 km²    | 7100    |             |
| Jiamusi       |                        | 0,91                                          |              | 145 km²    | 6300    |             |
| Hegang        |                        | 0,705                                         |              | 117 km²    | 6000    |             |
| Qitaihe       |                        | 0,705                                         |              | 119 km²    | 5900    |             |
| Jixi          |                        | 0,595                                         |              | 137 km²    | 4300    |             |
| Shuangyashan  |                        | 0,53                                          |              | 140 km²    | 3800    |             |

## Démographie
À la fin de l'année 2022, la population résidente totale de la province était de 30,99 millions, soit une diminution de 260 000 personnes par rapport à l'année précédente. Parmi eux, la population urbaine était de 20,52 millions et la population rurale de 10,47 millions. Le taux d'urbanisation de la population résidente était de 66,2 %, soit 0,5% de plus que l'année précédente. La proportion de la population âgée de 0 à 14 ans dans la population totale de la province était de 9,3 %, et la proportion de la population âgée de 65 ans et plus dans la population totale de la province était de 17,8 %.
Selon le Bulletin statistique de 2021, la population résidente totale de la province est de 31,25 millions, soit une diminution de 460 000 personnes par rapport à 2020.
Selon le recensement national de 2020, la population résidente de la province était de 31 850 088 personnes. Par rapport aux 38 313 991 personnes recensées lors du recensement national de 2010, la population a diminué de 6 463 903 personnes en dix ans, soit une baisse de 16,87 %, avec un taux de croissance annuel moyen de -1,83 %. La population masculine était de 15 952 468 de personnes, soit 50,09 % de la population totale, tandis que la population féminine était de 15 897 620 de personnes, soit 49,91 % de la population totale. La population âgée de 0 à 14 ans était de 3 286 466 de personnes, représentant 10,32 % de la population totale ; la population âgée de 15 à 59 ans était de 21 167 932 de personnes, représentant 66,46 % de la population totale ; et la population âgée de 60 ans et plus était de 7 395 690 de personnes, représentant 50,09 % de la population totale ; la population féminine était de 15 897 620 de personnes, représentant 49,91 % de la population totale. La population âgée de 0 à 14 ans est de 3 286 466 personnes, soit 10,32 % de la population totale ; la population âgée de 15 à 59 ans est de 21 167 932 personnes, soit 66,46 % de la population totale ; et la population âgée de 60 ans et plus est de 7 395 690 personnes, soit 23,22 % de la population totale, 4 972 868 de personnes, soit 15,61 % de la population totale, sont âgées de 65 ans et plus. La population vivant dans les villes est de 20 897 694 personnes, soit 65,61 % de la population totale, et celle vivant dans les villages est de 10 952 394 personnes, soit 34,39 % de la population totale.
En 2020, le taux de natalité était de 3,35‰, le taux de mortalité de 8,23‰ et le taux d'accroissement naturel de -4,48‰. La population de la province du Heilongjiang présente les caractéristiques suivantes : " taux de natalité et de mortalité plus faibles, degré de vieillissement plus élevé ", et dans le même temps, en raison de la migration de la population hors du pays, la population totale a commencé à diminuer à partir de 2014,.

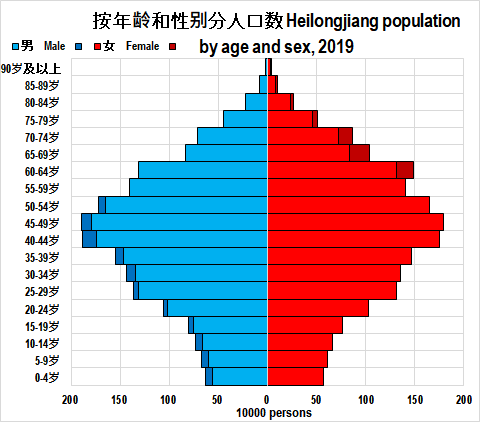
Pyramide des âges du Heilongjiang en 2019.

| Année | Population résidente en fin d'année en millions | Taux de natalité/‰ | Taux de mortalité/‰. | Source |
| ----- | ----------------------------------------------- | ------------------ | -------------------- | ------ |
| 2019  | 37,513                                          | 5,73               | 6,74                 | [ 19 ] |
| 2020  |                                                 |                    |                      |        |
| 2021  | 31,250                                          | 3,59               | 8,70                 | [ 20 ] |
| 2022  | 30,990                                          | 3,34               | 9,09                 | [ 21 ] |

## Économie

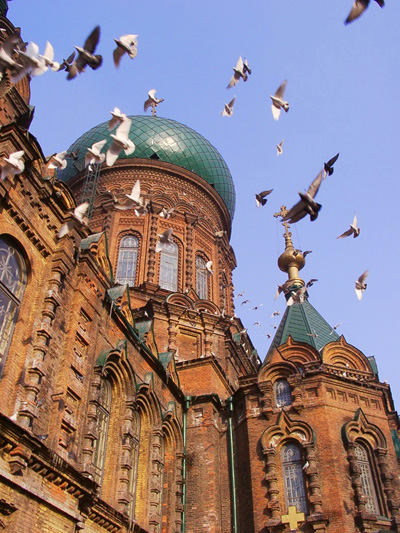
Église Sainte-Sophie.

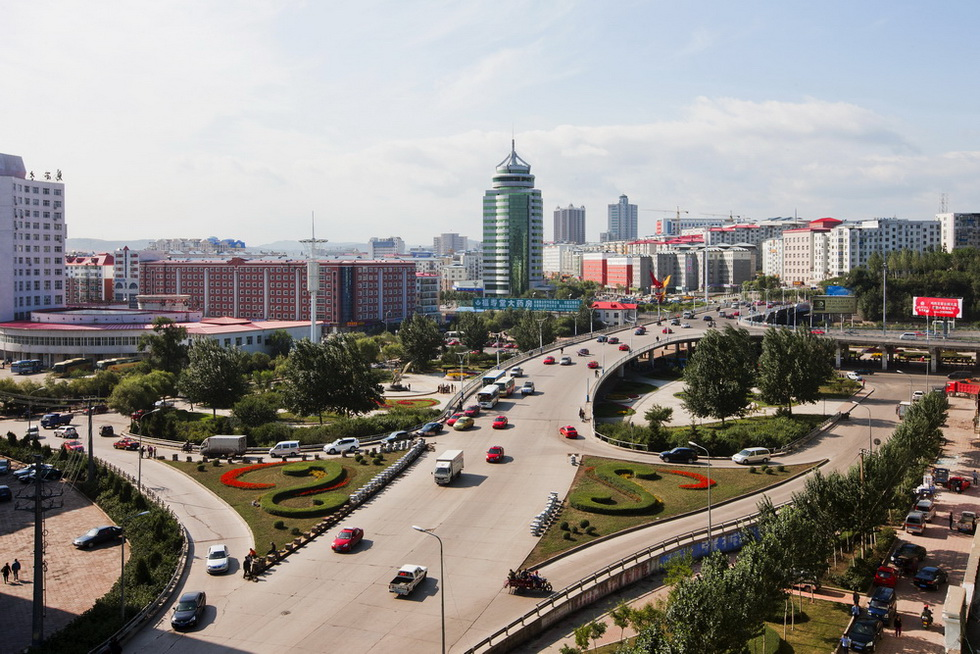
Ville de Jixi(鸡西市).

La région du Heilongjiang, comme toute la Mandchourie, accuse un retard dans le développement économique et l'élévation du niveau de vie ces dernières années, comparé au reste de la Chine de l'Est, du fait de la crise qui touche la Sibérie russe, et du poids d'une industrie qui peine à se moderniser.
L'agriculture est tributaire du climat, marqué par des hivers rudes : on cultive le soja, le maïs, le blé. Les cultures spéculatives portent sur la betterave, le lin et le tournesol. C'est également une région de sylviculture.
Le plus grand gisement pétrolier de Chine se trouve à Daqing, avec une production en déclin.
Le gouvernement de la province est propriétaire de l'entreprise d'extraction de charbon Longmay Group, premier exploitant minier du pays en 2016.

## Culture
La minorité ethnique hezhe y parle un dialecte Nanai, faisant partie des langues altaïques.
La région est d'ailleurs réputée en Chine pour la qualité et l'originalité de ces comédiens humoristes pastichant la vie rurale.

## Personnalités liées
- Weimin Sun (né en 1946), peintre.